# Rita a l'oest
Rita a l'oest (títol original: Little Rita nel West) és un spaghetti western musical de 1967 dirigit per Ferdinando Baldi. Està doblat al català.

## Argument
La petita Rita és una pistolera que viatja a l'Oest perseguint els "fora de la llei". Els pren l'or i l'amaga en una cova, que planeja volar un dia i desfer-se de l'arrel de tot mal: els diners.

## Repartiment
- Rita Pavone : Rita
- Terence Hill : Black Star
- Lucio Dalla : Francis Fitzgerald Grawz
- Teddy Reno : Sheriff Teno
- Kirk Morris : Ringo
- Gordon Mitchell : Silly Bull
- Fernando Sancho : Sancho
- Livio Lorenzon : L'home moribund
- Nini Rosso : trompetista mexicà
- Gino Pernice : President del Tribunal Joseph